# Denis Mandarino

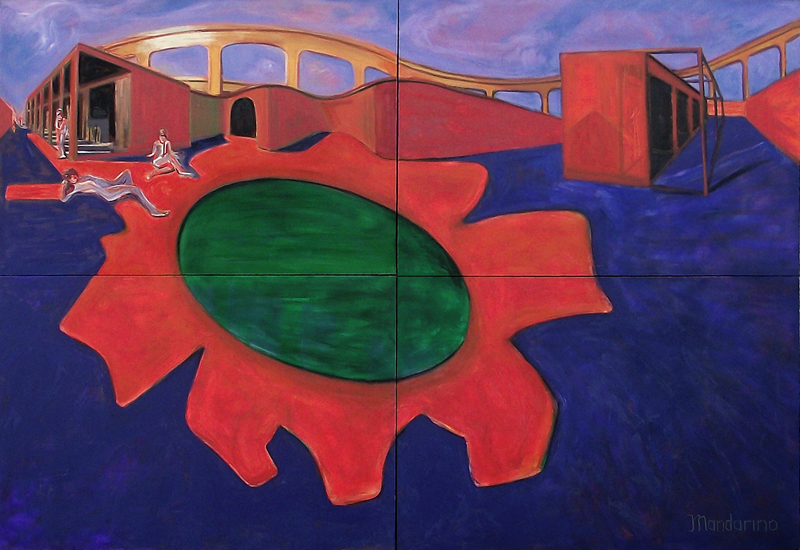
Quadríptico: Observación en el tiempo (1997) - acrílico en pantalla.

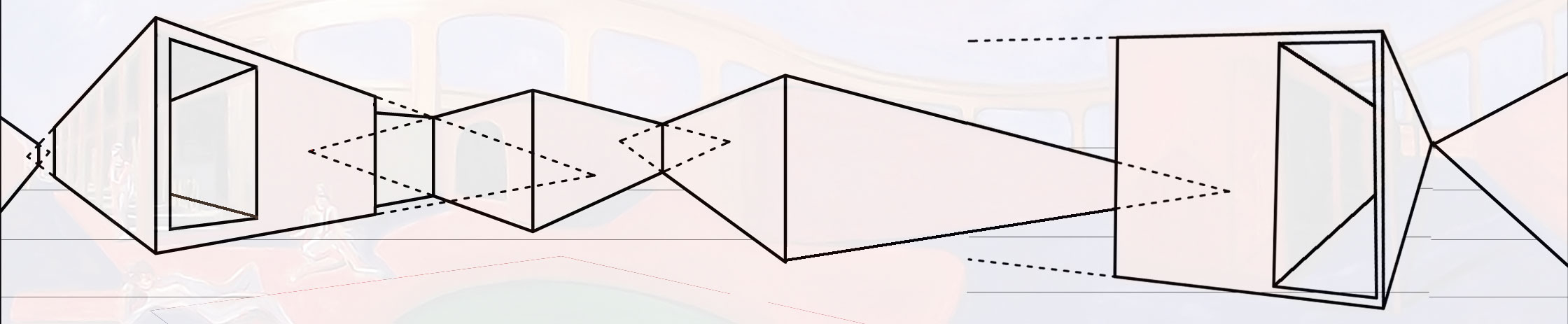
Estudio geométrico de la perspectiva con 9 puntos de fuga. El noveno punto se encuentra fuera de los límites de la pantalla.

Denis Mandarino (Sao Paulo, 7 de mayo de 1964) es un compositor brasileño, artista, escritor y geómetra. Discípulo del maestro Hans-Joachim Koellreutter en dirección coral y filosofía del arte.
Él escribió una Teoría de la percepción cuatridimensional, bajo el nombre de Crítica de la Teoría de las Proyecciones, que establece que los conceptos detrás de la perspectiva renacentista involucran cuatro dimensiones, en lugar de las tres que comúnmente le atribuiem. Estos estudios culminaron en el desarrollo del método de la Perspectiva cuatridimensional.
Él escribió el manifiesto del Arte Versatilista.

## Perspectiva cuatridimensional
En Observación en el tiempo (1997), introduce nueve puntos de fuga y líneas del horizonte representando diferentes momentos en los que un observador gira su cabeza y se mueve vertical y horizontalmente. Este tipo de pintura admite lienzos curvos o esféricos.

## Discografía
- Volume 1 (2003)
- Tributo (2004)
- Peças para Violão (2005)
- Instrumental (2006)
- Musa (2007)
- Renascentieval (2008)
- A Sociedade do Rei e o Xadrez (2009)
- Um Toque de Humor (2009)
- Improvisos, Variações e Releituras (2010)
- Reconstruções (2011)
- Tributo 2 (2012)
- Versátil (2013)
- Nem só para crianças (2015)